# Live Rust

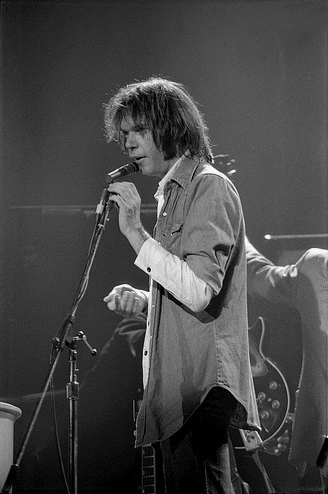
Neil Young (1976)

Live Rust ist ein Album von Neil Young und Crazy Horse, das im Oktober 1978 aufgenommen und im Jahr darauf veröffentlicht wurde. Die Doppel-LP ist – bis auf das Stück Introduction und die Titel Thrasher und Welfare Mothers – der Soundtrack zum Film Rust Never Sleeps. Die Aufnahmen stammen von fünf verschiedenen Konzerten in den Vereinigten Staaten. Die Aufnahme von Hey Hey, My My (Into the Black) wurde bereits für das Album Rust Never Sleeps verwendet.

## Rezeption
Die Redaktion der deutschen Ausgabe des Rolling Stone bezeichnete Live Rust 2001 als bestes Livealbum aller Zeiten. Die Recording Industry Association of America zeichnete es im Februar 1988 mit Platin aus. Das Album erreichte Platz 15 der Billboard 200 und die Single Hey Hey, My My (Into the Black) Platz 79 der Billboard Hot 100.

## Titelliste
Alle Stück wurden von Neil Young geschrieben, sofern nicht anders vermerkt.
Seite 1
1. Sugar Mountain5 – 4:53
2. I Am a Child5 – 2:53
3. Comes a Time5 – 3:05
4. After the Gold Rush1 – 3:38
5. My My, Hey Hey (Out of the Blue)5 (Young, Jeff Blackburn) – 3:49

Seite 2
1. When You Dance I Can Really Love5 – 3:39
2. The Loner2 – 4:51
3. The Needle and the Damage Done3 – 2:12
4. Lotta Love3 – 2:51
5. Sedan Delivery5 – 4:46

Seite 3
1. Powderfinger5 – 5:29
2. Cortez the Killer3 – 7:25
3. Cinnamon Girl4 – 3:08

Seite 4
1. Like a Hurricane2 – 7:10
2. Hey Hey, My My (Into the Black)5 – 4:59
3. Tonight’s the Night3 – 8:59

### Aufnahmedaten
1. 04. Oktober 1978, Boston Garden, Boston
2. 14. Oktober 1978, Chicago Stadium, Chicago
3. 15. Oktober 1978, Civic Center Arena, Saint Paul
4. 19. Oktober 1978, McNichols Sports Arena, Denver
5. 22. Oktober 1978, Cow Palace, Daly City[3]